# Communauté rurale de Gniby
La communauté rurale de Gniby est une communauté rurale du Sénégal située au centre du pays. 
Elle fait partie de l'arrondissement de Gniby, du département de Kaffrine et de la région de Kaffrine.